# Liste der Kulturdenkmäler in Lautertal (Vogelsberg)
Die folgende Liste enthält die in der Denkmaltopographie ausgewiesenen Kulturdenkmäler auf dem Gebiet  der Gemeinde Lautertal (Vogelsberg), Vogelsbergkreis, Hessen.
Hinweis: Die Reihenfolge der Denkmäler in dieser Liste orientiert sich zunächst an Ortsteilen und anschließend der Anschrift, alternativ ist sie auch nach der Bezeichnung, der vom Landesamt für Denkmalpflege vergebenen Nummer oder der Bauzeit sortierbar.
Kulturdenkmäler werden fortlaufend im Denkmalverzeichnis des Landes Hessen durch das Landesamt für Denkmalpflege Hessen auf Basis des Hessischen Denkmalschutzgesetzes (HDSchG) geführt. Die Schutzwürdigkeit eines Kulturdenkmals hängt nicht von der Eintragung in das Denkmalverzeichnis des Landes Hessen oder der Veröffentlichung in der Denkmaltopographie ab.

Die Kulturdenkmäler der einzelnen Ortsteile sind in eigenen Listen enthalten:
- Liste der Kulturdenkmäler in Dirlammen
- Liste der Kulturdenkmäler in Eichelhain
- Liste der Kulturdenkmäler in Eichenrod
- Liste der Kulturdenkmäler in Engelrod
- Liste der Kulturdenkmäler in Hopfmannsfeld
- Liste der Kulturdenkmäler in Hörgenau
- Liste der Kulturdenkmäler in Meiches